# Stantsionni
Stantsionni - Станционный (rus) és un possiólok del krai de Krasnodar, a Rússia. Es troba als vessants septentrionals del Caucas occidental, a la vora del riu Pxix, a 20 km a l'oest d'Apxeronsk i a 77 km al sud-est de Krasnodar, la capital.
Pertany al municipi de Kurínskaia.